# Temnora camerounensis
Temnora camerounensis är en fjärilsart som beskrevs av Clark 1923. Temnora camerounensis ingår i släktet Temnora och familjen svärmare. Inga underarter finns listade i Catalogue of Life.